# روايات جيمس بوند
روايات جيمس بوند هي سلسلة من الروايات والقصص القصيرة، بدأ تأليفها إيان فليمنج في فبراير عام 1952 بكتابة أول رواية لجيمس بوند، في ذلك الوقت كان فليمنج المدير الأجنبي لصحف ديلي إكسبريس في لندن. حينها قام فليمنج بأخذ إجازة في جامايكا وقام يكتب الرواية تلو الأخرى، ومنذ عام 1953 حتى عام 1964 نشر فليمنج إثنتا عشرة رواية ومجموعة من القصص القصيرة. وبعد موت فليمنج تولى تأليف الروايات بعده كل من كنغسلي آمس الذي ألف رواية واحده وهي العقيد صن، وبعده جون غاردينر الذي ألف أربعة عشر رواية، وبعده الأمريكي رايموند بنسن الذي ألف ستة روايات، ثم شارلي هجسون المكلف بتأليف روايات حول جيمس بوند الشاب، وقام بتأليف 4 روايات. وبمناسبة الاحتفال بمئوية فليمنج تم إسناد مهمة التأليف إلى المؤلف البريطاني سبستيان فولكس ليقوم برواية التكملة، وقد أطلق عليه اسم الشيطان قد يهتم، وتعود الرواية حيث انتهى فلمنج من آخر رواياته عام 1964 حيث أجواء الحرب الباردة.
| المؤلف        | الروايات |
| ------------- | --- |
| إيان فليمنج   | - 1953 كازينو رويال - 1954 عش ودع الآخرين يموتون - 1955 حاصد القمر - 1956 الماسات للأبد - 1957 من روسيا مع حبي - 1958 د. نو - 1959 إصبع الذهب - 1960 من أجل عينيك فقط (مجموعة من القصص القصيرة) - 1961 كرة الرعد - 1962 الجاسوسة التي أحبتني - 1963 في الخدمة السرية لجلالتها - 1964 أنت تعيش مرتين فقط - 1965 الرجل ذو المسدس الذهبي - 1966 الأخطبوطي وأضواء النهار الحية (مجموعه من القصص القصيرة ) |
| كنغسلي آمس    | - 1968 Colonel Sun |
| جون غاردينر   | - 1981 Licence Renewed - 1982 For Special Services - 1983 Icebreaker - 1984 Role of Honour - 1986 Nobody Lives For Ever - 1987 No Deals, Mr. Bond - 1988 Scorpius - 1989 Win, Lose or Die - 1989 Licence to Kill (نص سينمائي ) - 1990 Brokenclaw - 1991 The Man from Barbarossa - 1992 Death is Forever - 1993 Never Send Flowers - 1994 SeaFire - 1995 GoldenEye (نص سينمائي ) - 1996 COLD           |
| رايموند بنسن  | - 1997 Zero Minus Ten - 1997 Tomorrow Never Dies (نص سينمائي ) - 1998 The Facts of Death - 1999 The World Is Not Enough (نص سينمائي ) - 1999 High Time to Kill - 2000 Doubleshot - 2001 Never Dream of Dying - 2002 The Man with the Red Tattoo - 2002 Die Another Day (نص سينمائي ) |
| شارلي هجسون   | - 2005 SilverFin - 2006 Blood Fever - 2007 Double or Die - 2007 Hurricane Gold - 2008 By Royal Command |
| سبستيان فولكس | - قد يهتم الشيطان |